# Karl Hassenpflug
Karl Hassenpflug, född den 5 januari 1824 i Kassel, död där den 18 februari 1890, var en tysk bildhuggare, son till Ludwig Hassenpflug och systerson till bröderna Grimm. 
Hassenpflug, som från 1868 var professor vid konstakademien i Kassel, biträdde sin lärare Schaller vid modelleringen av Herderstoden i Weimar och skapade i synnerhet inom idealskulpturens område utmärkta verk: Amor och Psyche, Eros och Anteros, Ariadne med flera.